# Atlantik-Charta

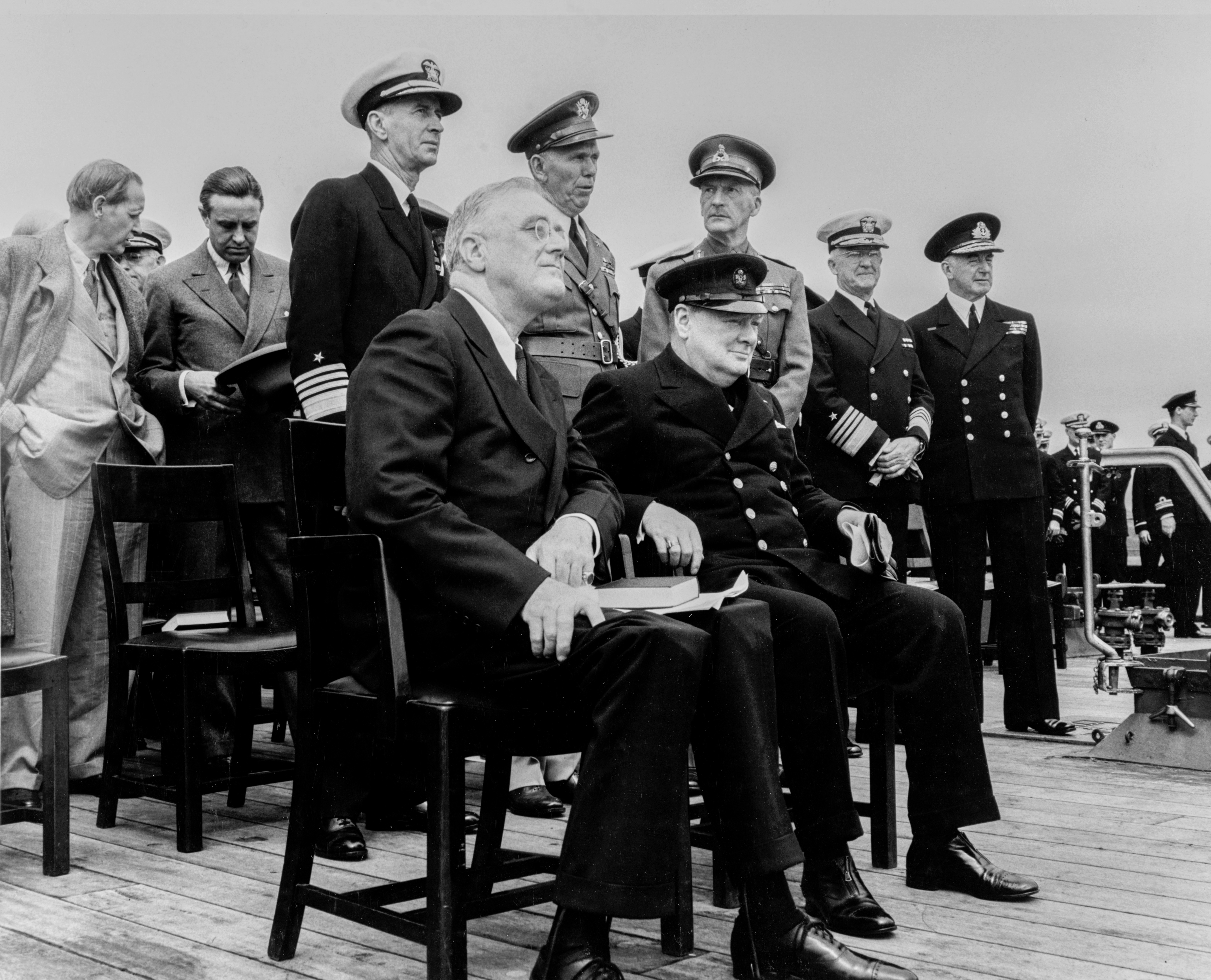
Roosevelt und Churchill an Bord der Prince of Wales

Die Atlantik-Charta vom 14. August 1941 ist eine gemeinsame Erklärung der damaligen Regierungschefs der USA, Franklin D. Roosevelt, und Großbritanniens, Winston Churchill, in der gemeinsame Grundsätze ihrer internationalen Politik in der „Hoffnung auf eine bessere Zukunft der Welt“ formuliert wurden.

## Atlantik-Konferenz
Unter dem Eindruck des deutschen Überfalls auf die Sowjetunion trafen sich Roosevelt und Churchill vom 9. bis 12. August 1941 unter höchster Geheimhaltung auf dem britischen Schlachtschiff Prince of Wales in der Placentia Bay vor Neufundland. Churchill wollte dabei die Grundprinzipien einer Nachkriegsordnung mit einer neu zu gründenden Weltsicherheitsorganisation mit Roosevelt besprechen. Roosevelt fürchtete die isolationistische Einstellung zuhause gegenüber dem Völkerbund und setzte sich durch, so dass die zu gründende Weltorganisation nur in einem Nebensatz der vereinbarten Atlantik-Charta erwähnt wird. Bekannt gegeben wurde die Atlantik-Charta am 14. August 1941 in einer Abschlusserklärung. Sie war damit keine formale Staatsaktion und bedurfte dadurch weder der Zustimmung der britischen Dominions noch des amerikanischen Kongresses.
Darüber hinaus wurden auf der Konferenz gesteigerte US-Waffenlieferungen an Großbritannien und die UdSSR vereinbart sowie eine Ausweitung der amerikanischen Sicherungszone für diese Lieferungen bis nach Island. Besprechungen, die sich vor allem um die Lage in der Republik China und Spanien drehten, führten zu keinen militärstrategischen Entscheidungen. Harry Hopkins und Lord Beaverbrook sollten wegen der Aufrüstung der Roten Armee im September zur Moskauer Konferenz reisen. Aufgrund der schlechten Gesundheit von Hopkins nahm stattdessen Harriman daran teil.
Während der Atlantikkonferenz bildete sich eine Freundschaft zwischen dem US-Stabschef Marshall und dem britischen Feldmarschall Dill heraus, was später dem gemeinsamen Oberkommando (Combined Chiefs of Staff) zugutekam.

## Atlantik-Charta
Insgesamt wurden acht Punkte festgehalten, darunter: Verzicht auf territoriale Expansion, gleichberechtigter Zugang zum Welthandel und zu Rohstoffen, Verzicht auf Gewaltanwendung, Selbstbestimmungsrecht der Völker, engste wirtschaftliche Zusammenarbeit aller Nationen mit dem Ziel der Herbeiführung besserer Arbeitsbedingungen, eines wirtschaftlichen Ausgleichs und des Schutzes der Arbeitenden, Sicherheit für die Völker vor Tyrannei, Freiheit der Meere, Entwaffnung der Nationen, um ein System dauerhafter Sicherheit zu gewährleisten.
Eine gewisse Anlehnung an den Vierzehn-Punkte-Plan von Woodrow Wilson lässt sich nicht leugnen.
Mehrere Punkte der Charta waren zwischen Roosevelt und Churchill umstritten. So widersprach Punkt vier der Dominanz Englands im Commonwealth, die ein Ausscheiden einzelner Staaten aus diesem Verbund nicht vorsah. Punkt vier stand die handelspolitische Abschottung des britischen Commonwealth nach außen entgegen. Churchill stimmte der Charta aber mit der Einschränkung zu, dass Großbritannien eine Anwendung auf das Commonwealth nicht zulassen werde. Die UdSSR beanspruchte später, jeweils im Einzelfall, insbesondere in Polen und im Baltikum, zu entscheiden, ob die Atlantik-Charta auf ihr Interessengebiet angewendet werden sollte.
Punkt zwei der Charta widersprach den Vorstellungen der Exilregierungen der von Truppen der Achse besetzten Länder, die eigene Entwürfe der zukünftigen Grenzen ihrer Staaten nach Kriegsende hatten. Sie meldeten Vorbehalte an. Die polnische Regierung sah ihre Ansprüche auf Danzig, Ostpreußen und Oberschlesien gefährdet. Jugoslawien ging es darum, die Grenze Italiens hinsichtlich Slowenien zu seinen Gunsten zu revidieren und Triest zu erhalten. Der Tschechoslowakei ging es um das Sudetenland.
Die Atlantik-Charta vom 14. August 1941 (deutsche Übersetzung)

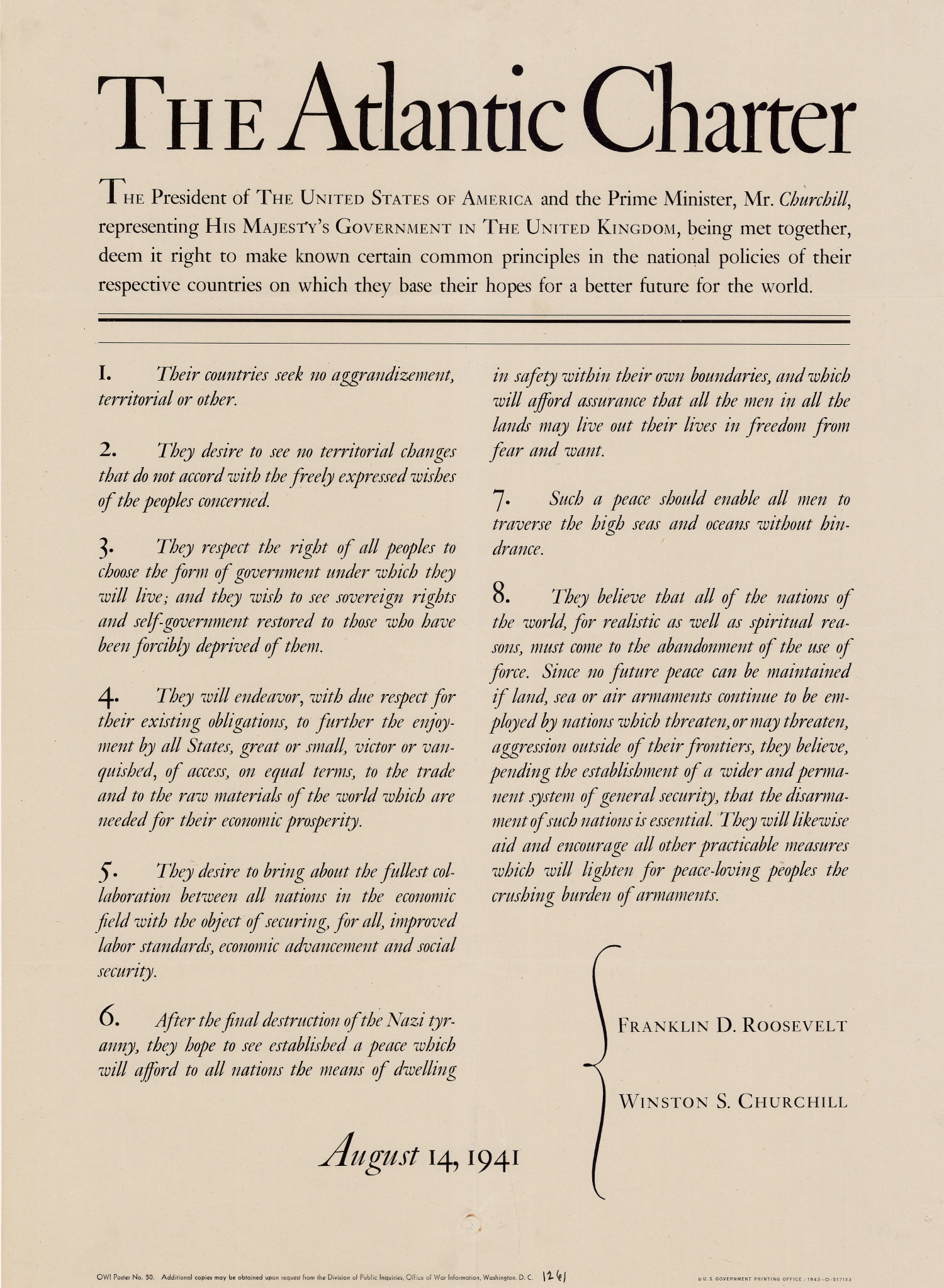
Atlantic-Charta vom 14. August 1941

Der Präsident der Vereinigten Staaten von Amerika und Ministerpräsident Churchill, als Vertreter der Regierung Seiner Majestät im Vereinigten Königreich, erachten es als ihr Recht, einige allgemeine Prinzipien der Politik ihrer Länder bekanntzugeben, Prinzipien, auf deren Verwirklichung sich ihre Hoffnung auf eine bessere Zukunft der Welt gründen.
1. Ihre Länder streben keinerlei Bereicherung an, weder in territorialer noch in anderer Beziehung.
2. Sie wünschen keinerlei territoriale Veränderungen, die nicht im Einklang mit den in voller Freiheit ausgedrückten Wünschen der betroffenen Völker stehen.
3. Sie achten das Recht aller Völker, sich jene Regierungsform zu geben, unter der sie zu leben wünschen. Die souveränen Rechte und autonomen Regierungen aller Völker, die ihrer durch Gewalt beraubt wurden, sollen wiederhergestellt werden.
4. Sie werden, ohne ihre eigenen Verpflichtungen außer Acht zu lassen, für einen freien Zutritt aller Staaten, der großen wie der kleinen, der Sieger wie der Besiegten, zum Welthandel und zu jenen Rohstoffen eintreten, die für deren wirtschaftliche Wohlfahrt vonnöten sind.
5. Sie erstreben die engste Zusammenarbeit aller Nationen auf wirtschaftlichem Gebiete, eine Zusammenarbeit, deren Ziel die Herbeiführung besserer Arbeitsbedingungen, ein wirtschaftlicher Ausgleich und der Schutz der Arbeitenden ist.
6. Sie hoffen, dass nach der endgültigen Vernichtung der Nazi-Tyrannei ein Frieden geschaffen werde, der allen Völkern erlaubt, innerhalb ihrer Grenzen in vollkommener Sicherheit zu leben, und der es allen Menschen in allen Ländern ermöglicht, ihr Leben frei von Furcht und von Not zu verbringen.
7. Dieser Friede soll allen Völkern die freie Schifffahrt auf allen Meeren und Ozeanen ermöglichen.
8. Sie sind von der Notwendigkeit überzeugt, dass aus praktischen wie aus sittlichen Gründen alle Völker der Welt auf den Gebrauch der Waffengewalt verzichten müssen. Da kein Friede in Zukunft aufrechterhalten werden kann, solange die Land-, See- und Luftwaffen von Nationen, die mit Angriff auf fremdes Gebiet gedroht haben oder damit drohen können, zu Angriffszwecken benutzt werden können, halten sie bis zur Schaffung eines umfassenden und dauerhaften Systems allgemeiner Sicherheit die Entwaffnung dieser Nationen für notwendig. Ebenso werden sie alle Maßnahmen unterstützen, die geeignet sind, die erdrückenden Rüstungslasten der friedliebenden Völker zu erleichtern.[7]

### Annahme durch Interalliierten Rat
In seiner 2. Sitzung im St James’s Palace in London am 24. September 1941 nahm der Interalliierte Rat die allgemeinen Grundsätze der Atlantik-Charta mit folgender Entschließung an (deutsche Übersetzung):
„Die Regierungen Belgiens, der Tschechoslowakei, Griechenlands, Luxemburgs, der Niederlande, Norwegens, Polens, der Sowjetunion und Jugoslawiens und Vertreter General de Gaulles, des ‚Führers der Freien Franzosen‘, haben von der Erklärung Kenntnis genommen, die der Präsident der Vereinigten Staaten und Premierminister Churchill für Seiner Majestät Regierung des Vereinigten Königreichs kürzlich abgegeben hat. Sie geben hiermit ihre Zustimmung zu den allgemeinen politischen Grundsätzen, die in jener Erklärung niedergelegt sind, und ihre Absicht bekannt, nach besten Kräften mit daran zu arbeiten, sie zu verwirklichen.“

### Bestätigung in der Deklaration der Vereinten Nationen
Während der Arcadia-Konferenz unterzeichneten 26 kriegführende Regierungen unter ausdrücklicher Bezugnahme auf die Atlantik-Charta am 1. Januar 1942 die Deklaration der Vereinten Nationen, in der sie sich gegenseitigen Beistand zusagten und einen Separatfrieden mit den Achsenmächten ausschlossen. 21 weitere Länder schlossen sich während des Krieges dieser politischen Vereinbarung an.